# 30208 Guigarcia
30208 Guigarcia è un asteroide della fascia principale. Scoperto nel 2000, presenta un'orbita caratterizzata da un semiasse maggiore pari a 2,3599881 au e da un'eccentricità di 0,1090761, inclinata di 6,18201° rispetto all'eclittica.
L'asteroide è dedicato all'insegnante statunitense Guillermo Garcia.